# Assemblée générale interprofessionnelle représentative
 (décembre 2024).
La mise en forme du texte ne suit pas les recommandations de Wikipédia : il faut le « wikifier ».
Les points d'amélioration suivants sont les cas les plus fréquents :
- Les titres sont pré-formatés par le logiciel. Ils ne sont ni en capitales, ni en gras.
- Le texte ne doit pas être écrit en capitales (les noms de famille non plus), ni en gras, ni en italique, ni en « petit »…
- Le gras n'est utilisé que pour surligner le titre de l'article dans l'introduction, une seule fois.
- L'italique est rarement utilisé : mots en langue étrangère, titres d'œuvres, noms de bateaux, etc.
- Les citations ne sont pas en italique mais en corps de texte normal. Elles sont entourées par des guillemets français : « et ».
- Les listes à puces sont à éviter, des paragraphes rédigés étant largement préférés. Les tableaux sont à réserver à la présentation de données structurées (résultats, etc.).
- Les appels de note de bas de page (petits chiffres en exposant, introduits par l'outil «  Source ») sont à placer entre la fin de phrase et le point final[comme ça].
- Les liens internes (vers d'autres articles de Wikipédia) sont à choisir avec parcimonie. Créez des liens vers des articles approfondissant le sujet. Les termes génériques sans rapport avec le sujet sont à éviter, ainsi que les répétitions de liens vers un même terme.
- Les liens externes sont à placer uniquement dans une section « Liens externes », à la fin de l'article. Ces liens sont à choisir avec parcimonie suivant les règles définies. Si un lien sert de source à l'article, son insertion dans le texte est à faire par les notes de bas de page.
- La présentation des références doit suivre les conventions bibliographiques. Il est recommandé d'utiliser les modèles {{Ouvrage}}, {{Chapitre}}, {{Article}}, {{Lien web}} et/ou {{Bibliographie}}. Le mode d'édition visuel peut mettre en forme automatiquement les références.
- Insérer une infobox (cadre d'informations à droite) n'est pas obligatoire pour parachever la mise en page.

Pour une aide détaillée, merci de consulter Aide:Wikification.
Si vous pensez que ces points ont été résolus, vous pouvez retirer ce bandeau et améliorer la mise en forme d'un autre article.
 (décembre 2024).
L’Assemblée générale interprofessionnelle représentative (A.G.I.R) des métiers relevant de la Santé & Sécurité au Travail, de la Sécurité, de la Sûreté/Protection est une Organisation Professionnelle, au sens des dispositions du Titre III du Livre Ier de la deuxième partie du code du travail et qui a été créée à la date du 1er mai 2023,.
Cette Organisation Professionnelle a pour objectif principal de représenter et de défendre les intérêts, et ce, au plus niveau national, de l’ensemble des professionnels relevant des métiers/activités/professionnels en lien avec:
- La Santé & la Sécurité au Travail,
- La Sécurité,
- La Sûreté/Protection des personnes et des biens.

La naissance d’A.G.I.R. est le fruit d’une mûre réflexion de 15 professionnels relevant des domaines précités, autour de son Président, Sébastien Bouziat, face à un constat simple ; constat qui deviendra la genèse d’A.G.I.R.

## Genèse
« Tout employeur, dont l’activité relève du secteur public ou privé, doit, vis-à-vis des travailleurs dont il assume la responsabilité, appliquer et mettre en œuvre en permanence, ses obligations en matière de santé et de sécurité au travail. »

- Ces obligations sont définies par les dispositions du Code du Travail (Santé sécurité au travail).
- Dès lors que son activité, notamment commerciale ou évènementielle, prévoit la réception d’un public, l’employeur devenu, vis-à-vis des autorités, exploitant, a l’obligation de garantir et d’assurer la sécurité des personnes qu’il reçoit, notamment au travers de l’application des mesures de prévention des risques d’incendie et de panique (La Sécurité).
- Enfin, les infrastructures et leurs occupants devant être protégés contre tout risque d’intrusion malveillante, pouvant aboutir à un vol, une agression, voire un attentat, chaque employeur, chaque exploitant doit mettre en place les mesures de sûreté et de protection qui s’imposent. Ces actions relèvent principalement des dispositions du Code de la Sécurité Intérieure (la Sûreté/Sécurité).

La Santé et la Sécurité au Travail, la Sécurité (notamment en lien avec la présence d’un public) et la Sûreté/Protection sont intimement liées. Même si les activités relevant de ces thématiques répondent à des sources réglementaires différentes, qui, dans le meilleur des cas, se complètent, leur exercice « sur le terrain » est fragmenté.
Par exemple, il est trop souvent oublié, qu’un agent de sûreté, ou un agent de sécurité est avant tout un travailleur et qui, comme tout travailleur, est placé sous l’obligation de sécurité de résultat de son employeur. Sur un autre registre, il est trop souvent considéré qu’un(e) Référent(e) en Santé et Sécurité au Travail n’est pas compétent(e) sur les sujets relatifs à la prévention des risques au sein d’un établissement recevant du public, au motif «que l’on ne parle pas de la même sécurité (!)».

## Historique
L’Assemblée Générale Interprofessionnelle Représentative (A.G.I.R) des métiers relevant de la Santé & de la Sécurité au Travail, de la Sécurité et de la Sûreté s’inscrit dans cette défense collective, en ayant pour objectif principal que cette organisation professionnelle devienne incontournable, devienne une référence, tant sur les actions «de terrain», qu’autour de la table des négociations.
Ainsi A.G.I.R, se revendique être la première organisation professionnelle, en France, représentative des métiers et professions des métiers relevant de la Santé & de la Sécurité au Travail, de la Sécurité et de la Sûreté/Protection des personnes et des biens.
Afin de défendre de manière progressive les intérêts d’un collectif fort, cette organisation professionnelle a pour vocation, dans un premier temps, de regrouper l’ensemble des professions et métiers en lien avec les domaines de la santé & sécurité au travail, de la sécurité, de la sûreté/protection, puis de les représenter et de les défendre pour leurs intérêts professionnels.
Bien que la date de création officielle de l’Assemblée Générale Interprofessionnelle Représentative des métiers relevant de la Santé & Sécurité au Travail, de la Sécurité, de la Sûreté/Protection est le 1er mai 2023, son immatriculation au répertoire SIREN a été réalisée au 7 juin 2023. Le lancement officiel de l’Organisation Professionnelle sera réalisée le 18 janvier 2024.

## Origine de l’acronyme A.G.I.R
L’acronyme «A.G.I.R.» puise son inspiration dans l’objet de l’Organisation Professionnelle éponyme. À l’origine et à l’instar d’autres Organisations Professionnelles voire, d’autres syndicats, il fallait qu’au travers du futur nom, les personnes souhaitant devenir adhérents comprennent immédiatement, à sa lecture, le sens, l’objet, les projets à venir de cette nouvelle organisation.
Sans ambiguïté, on comprend le sens inné de l’action, de la réaction, de la mobilisation de cette organisation.
La décomposition de l’acronyme est importante:
A pour Assemblée 

« Cette lettre signifie la vocation d’être ensemble, d’être plusieurs autour d’un projet, de revendications, de la défense d’intérêts professionnels. Le mot « Assemblée » fait écho à la notion de « Nationale » pour une représentation nationale au sein d’une organisation. Également, le mot « assemblée » évoque la notion « d’assemblage », au travers de la réunion de plusieurs personnes ayant des intérêts communs pour un même but, un même objet, voire, un objectif commun. »

G pour Générale 

« Cette lettre signifie que cette organisation concerne, réunit la totalité ou la majorité des membres d'un groupe de personnes ayant des idées, des projets pour la défense d’un sens voire, d’un intérêt commun. La notion de « Générale » implique une notion de taille, de grandeur, de candeur. »

I pour Interprofessionnelle 

« Selon les dispositions du Code du Travail, une organisation professionnelle regroupe et fédère des personnes exerçant les mêmes professions, des métiers similaires ou des métiers et activités connexes. Ces conditions, inscrites au sein de la réglementation en vigueur, donnent tout leur sens à « interprofessionnelle ». »

R pour Représentative: 

« Si la notion de représentativité est induite par l’activité d’une organisation professionnelle, il n’en demeure pas moins qu’il semblait important de préciser que, pour la première fois en France, TOUS les métiers et activités soient représentés par un syndicat unique. De fait, cette assemblée, générale, interprofessionnelle est véritablement représentative de tout un secteur d’activités au sein duquel évoluent et se croisent des professionnels ayant des métiers similaires et connexes. »

## Du logo à la marque
Le logo et la marque "AGIR" ont fait l'objet d'un dépôt auprès de l'Institut National de la Propriété Industrielle (INPI), respectivement en janvier 2024. Le logo sur fond bleu représente un hexagone au sein duquel les contours de la France sont teintés de bleu, de blanc et de rouge. Cette empreinte du territoire national français connote au travers du drapeau tricolore, la présence de la Corse, des Départements et Région d’Outre-Mer (DROM) et Collectivités d’Outre-Mer (COM). En son centre, le logo affiche le verbe « AGIR » qui correspond à l’acronyme «A.G.I.R.» qui signifie «Assemblée Générale Interprofessionnelle Représentative».

## Organisation
L’organisation décisionnelle de l’Organisation Professionnelle AGIR repose sur un CODIREX (COmité DIrecteur EXécutif) composé de 16 professionnels et d’un bureau composé d’un Secrétaire Général et d’un Trésorier.
À la tête d'A.G.I.R, il y a un Président, suppléé par deux Vice-Présidents.
Les Vice-Présidents et membres du CODIREX sont toutes et tous professionnels reconnus des métiers, professions et activités relevant de l’objet de l’Organisation Professionnelle.

## Collèges
Au sein d’AGIR, sont présents six collèges de représentation, organisés comme suit :
| Collège | Appellation générique                                                                                  | Adhérents(*) |
| ------- | --- | --- |
| A       | Organismes de formation professionnelle continue pour adultes                                          | - Organismes de formation professionnelle continue pour adultes proposant des sessions de formation relatives à la Santé et la Sécurité au Travail, - Organismes de formation professionnelle continue pour adultes proposant des sessions de formation relatives aux agents relevant d’un Service de Sécurité Incendie et d’Assistance à Personnes (SSIAP), - Organismes de formation professionnelle continue pour adultes proposant des sessions de formation relatives à la Sûreté/protection au bénéfice d’agent de prévention et de sécurité (APS). |
| B       | Formateur/trices                                                                                       | - Formateur/trice indépendant(e) dont l’activité fait l’objet d’une inscription au registre du commerce, - Formateur/trice salarié(e) travaillant pour, ou, au sein d’un organisme de Formation (OF) professionnelle continue pour adultes, réalisant des sessions de formation au bénéfice du personnel d’entreprises clientes, - Formateur/trice salarié(e) travaillant au sein d’une entreprise et réalisant des sessions de formation au bénéfice exclusif, du personnel de cette entreprise, - Formateur/trice dont l’activité est essentiellement réalisée au sein d’un Centre de Formation d’Apprentis (C.F.A.). |
| C       | Entreprises de sécurité et de sûreté/protection et entreprises dotées d’un service de sécurité interne | - Entreprise de prévention et de sécurité relevant de la Convention collective nationale du 15 février 1985 (IDCC 1351), étendue par arrêté du 25 juillet 1985, quelle que soit sa forme juridique et son effectif, - Entreprise proposant des prestations de services proposant la mise à disposition d’agents relevant d’un Service de Sécurité Incendie et d’Assistance à Personnes (SSIAP), - Entreprise proposant des prestations de Services de Sécurité et de Défense (ESSD), - Entreprises dotées d’un service de sécurité interne. |
| D       | Acteurs de la prévention et de la sécurité                                                             | - Acteurs de la prévention des risques professionnels ayant une activité au sein d’une entreprise privée et/ou publique : Intervenant pour la Prévention des Risques Professionnels (IPRP), Aide à l’employeur pour la gestion de la Santé et de la Sécurité au Travail, Membre du Comité Social et Economique (CSE), Représentant du personnel au Comité Social d’un établissement relevant de la Fonction Publique (État, Territoriale, Hospitalière), Assistants et Conseillers de prévention, Agent Chargé de la Fonction d’Inspection, Inspecteur en Santé et Sécurité au Travail (…), - Personnels et professionnels relevant d’un Service de Prévention et de Santé au Travail (SPST), - Cadres et salariés composant l’effectif des entreprises de prévention et de sécurité relevant de la Convention collective nationale du 15 février 1985 (IDCC 1351), étendue par arrêté du 25 juillet 1985, quelle que soit sa forme juridique et son effectif, - Agents de gardiennage ou de surveillance humaine, agents cynophile, opérateur de vidéo-protection, agents de sureté aéroportuaire, agents de protection physique de personnes, agents de recherches privées, convoyeurs de fonds et de valeurs, agents de gestion de maintenance et d’installations automatisées bancaires, - Agents relevant d’un Service de Sécurité Incendie et d’Assistance à Personnes (SSIAP), - Agents relevant d’un Service de Sauvetage et de Lutte contre l’Incendies des Aéronefs (SSLIA). |
| E       | Institutionnels de la sécurité                                                                         | - Police municipale (France) Policiers Municipaux, - Policiers Nationaux, - Gendarmes, - Personnels relevant d’unités d’Elite (GIGN, RAID, BRI), - Personnels relevant d’unités spécialisées (SUGE, ERIS…), - Personnels militaires en reconversion, - Sapeurs-Pompiers, - Représentants de services spécialisés (SGDSN, DLPAJ….), - Représentants de Ministères, - Représentants d’organisations professionnelles, - Représentants de cercles de compétences, de cercles professionnels. |
| F       | Équipementiers en sécurité                                                                             | - Entreprises de confection d’effets vestimentaires en lien avec les métiers relevant de la Santé et de Sécurité au travail, la Sécurité, la Sûreté/Protection, - Entreprises de fabrication et/ou de vente de matériels en lien avec les métiers relevant de la Santé et de Sécurité au travail, la Sécurité, la Sûreté/Protection, - Maison d’édition d’ouvrages en lien avec les métiers/la formation relevant de la Santé et de Sécurité au travail, la Sécurité, la Sûreté/Protection, - Entreprises du numérique en lien avec les métiers/la formation relevant de la Santé et de Sécurité au travail, la Sécurité, la Sûreté/Protection. |

## Commissions
Dans le cadre de ses travaux et activités, plusieurs commissions ont vu le jour au sein de l’Organisation Professionnelle, à savoir :
- Une commission Formateurs/trices », qui a pour mission d’informer les formateurs et les formatrices sur les dimensions, les obligations de leurs métiers et de leur transmettre des documents voire des outils leur permettant d’évoluer professionnellement,
- Une commission Organismes de Formation, qui a pour mission d’informer et d’aider les Organismes de Formation professionnelle continue pour adultes sur leurs obligations et de les accompagner dans certaines de leurs démarches administratives. Cette commission pourra accompagner ces organismes sur le parcours de la Certification Qualiopi,
- Une commission Agréments - Habilitations, qui aura pour mission d’informer les formateurs/trices ainsi que Organismes de Formation professionnelle continue pour adultes, sur les démarches à réaliser pour obtenir un agrément ou une habilitation à former.
- Une commission Certification, qui a pour mission de travailler à la création et à la rédaction de Certification(s) voire, de Titre(s) professionnel(s) en lien avec les domaines de la santé & sécurité au travail, la sécurité, la sûreté/protection,
- Une commission Financement, qui a pour mission d’informer les adhérents sur les différentes sources solutions de financement de prestations de services (formation professionnelle continue, expertise…) mais également, d’équipement(s) de travail,
- Une commission Lois et règlements, qui a pour mission de travailler à la rédaction de tout projet de décret ou de modification de décret, de tout arrêté ou de modification d’arrêté, de toute circulaire dont l’objet est en lien avec les métiers relevant des domaines de la santé & sécurité au travail, de la sécurité, de la sûreté/protection.
- Une commission VPR (Valeurs et Principes de la République), qui a pour mission de travailler sur la diffusion des Valeurs et des Principes de la République auprès de l’ensemble des adhérents. Cette commission sera également amenée à travailler sur les sujets liés à l’inclusion et au genre.
- Une commission Linguistique, qui a pour mission de travailler à la favorisation de l’apprentissage des langues au bénéfice des différents acteurs de la santé & sécurité au travail, de la sécurité, de la sûreté/protection.
- Une commission Sociale, qui a pour mission d’étudier les dossiers de négociation paritaire de branche, et de transmettre des avis et propositions au Conseil d’administration à ce sujet,
- Une commission Éthique, qui a pour mission d’étudier tout signalement de comportement ou requête inacceptable.
- Une commission des récompenses, qui a pour mission de distinguer les personnalités pour leur action en faveur des domaines de la santé & sécurité au travail, de la sécurité, de la sûreté/protection.

## Valeurs d’A.G.I.R
Si AGIR porte haut les valeurs de solidarité, de fraternité, d'égalité entre les travailleurs, quels que soient leur statut, leur origine, leur nationalité, leurs opinions politiques, philosophiques ou religieuses, son objet prône:
- Le respect des hommes et des femmes, dans leur intégrité, leur culture et leur croyance,
- La bienveillance,
- L'indépendance,
- La transparence financière,
- L'influence, prioritairement caractérisée par l'activité et l'expérience.;

L’expression de ces valeurs sont induites par l’activité quotidienne, sur le terrain de l’Organisation Professionnelle.

## Réglementation
En ces termes, A.G.I.R se réfèrent à la réglementation grâce à ces articles :
Article L.2131-1 du Code du Travail, il est prévu que :Les syndicats professionnels ont exclusivement pour objet l'étude et la défense des droits ainsi que des intérêts matériels et moraux, tant collectifs qu'individuels, des personnes mentionnées dans leurs statuts.
Les dispositions de l'article L.2131-2 du Code du travail prévoient que " Les syndicats ou associations professionnels de personnes exerçant la même profession, des métiers similaires ou des métiers connexes concourant à l'établissement de produits déterminés ou la même profession libérale peuvent se constituer librement. »
En application de l’article L.2132-1 du Code du Travail, «Les syndicats professionnels sont dotés de la personnalité civile.».
Puis, en l’article L.2132-3, «Les syndicats professionnels ont le droit d'agir en justice.
Ils peuvent, devant toutes les juridictions, exercer tous les droits réservés à la partie civile concernant les faits portant un préjudice direct ou indirect à l'intérêt collectif de la profession qu'ils représentent.»